# Duzey
Duzey ist eine französische Gemeinde mit 46 Einwohnern (Stand: 1. Januar 2022) im Département Meuse in der Region Grand Est (bis 2015 Lothringen). Die Gemeinde gehört zum Arrondissement Verdun und zum Gemeindeverband Damvillers Spincourt.

## Geografie
Die Gemeinde Duzey liegt am oberen Othain, etwa zehn Kilometer südlich von Longuyon. Umgeben wird Duzey von den Nachbargemeinden Rouvrois-sur-Othain im Norden, Nouillonpont im Osten, Muzeray im Süden, Billy-sous-Mangiennes im Südwesten und Pillon im Westen und Nordwesten.

## Bevölkerungsentwicklung
| Jahr      | 1962 | 1968 | 1975 | 1982 | 1990 | 1999 | 2010 | 2021 |
| Einwohner | 46   | 52   | 48   | 39   | 33   | 38   | 49   | 45   |

In den Jahren 1861 und 1866 wurden mit je 97 Bewohnern die bisher höchsten Einwohnerzahlen ermittelt. Die Zahlen basieren auf den Daten von cassini.ehess und INSEE.

## Sehenswürdigkeiten
- Kirche Saint-Quentin aus dem 12. Jahrhundert, 1928 rekonstruiert
- Wegkreuz

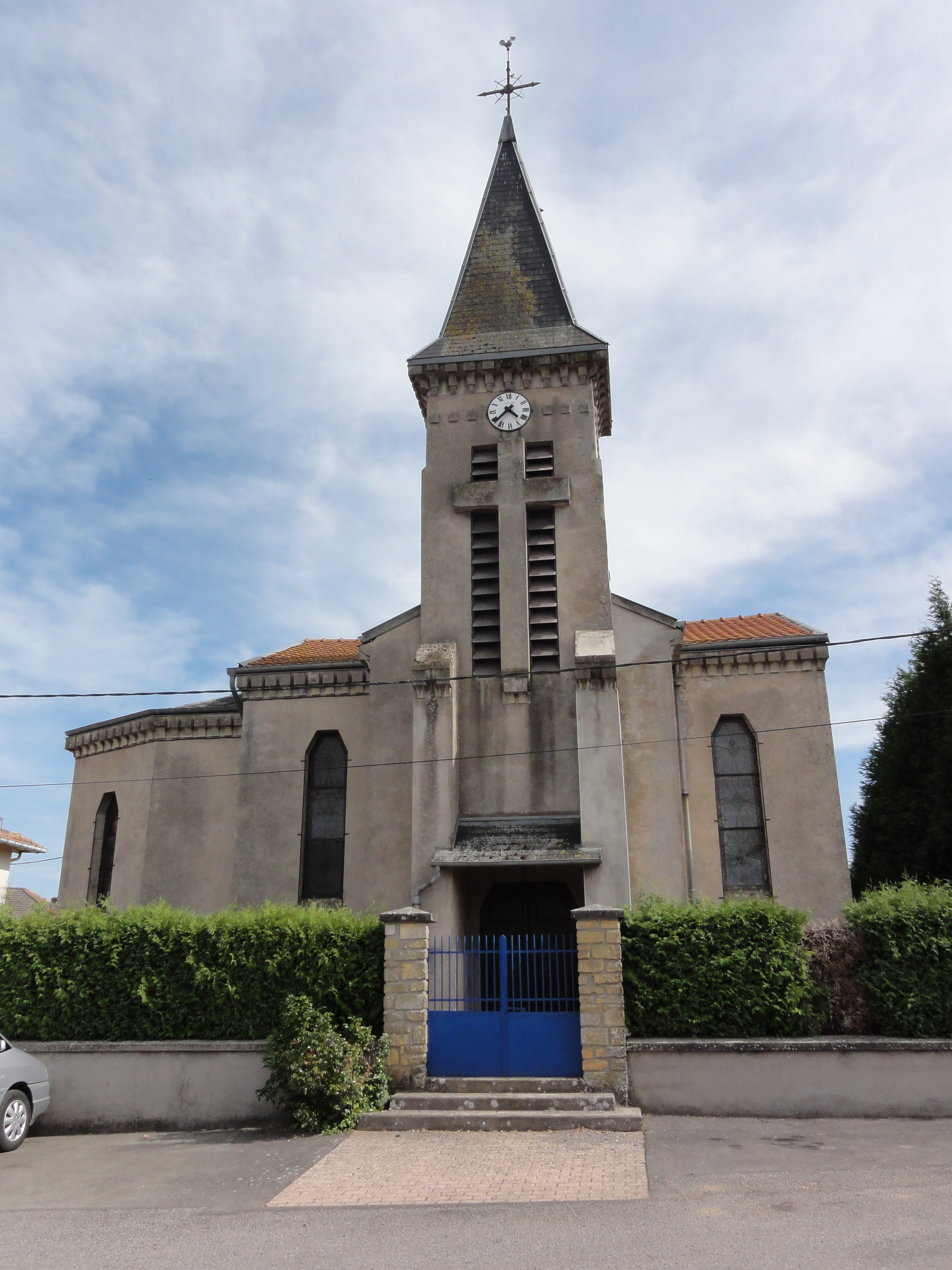
Kirche Saint-Quentin
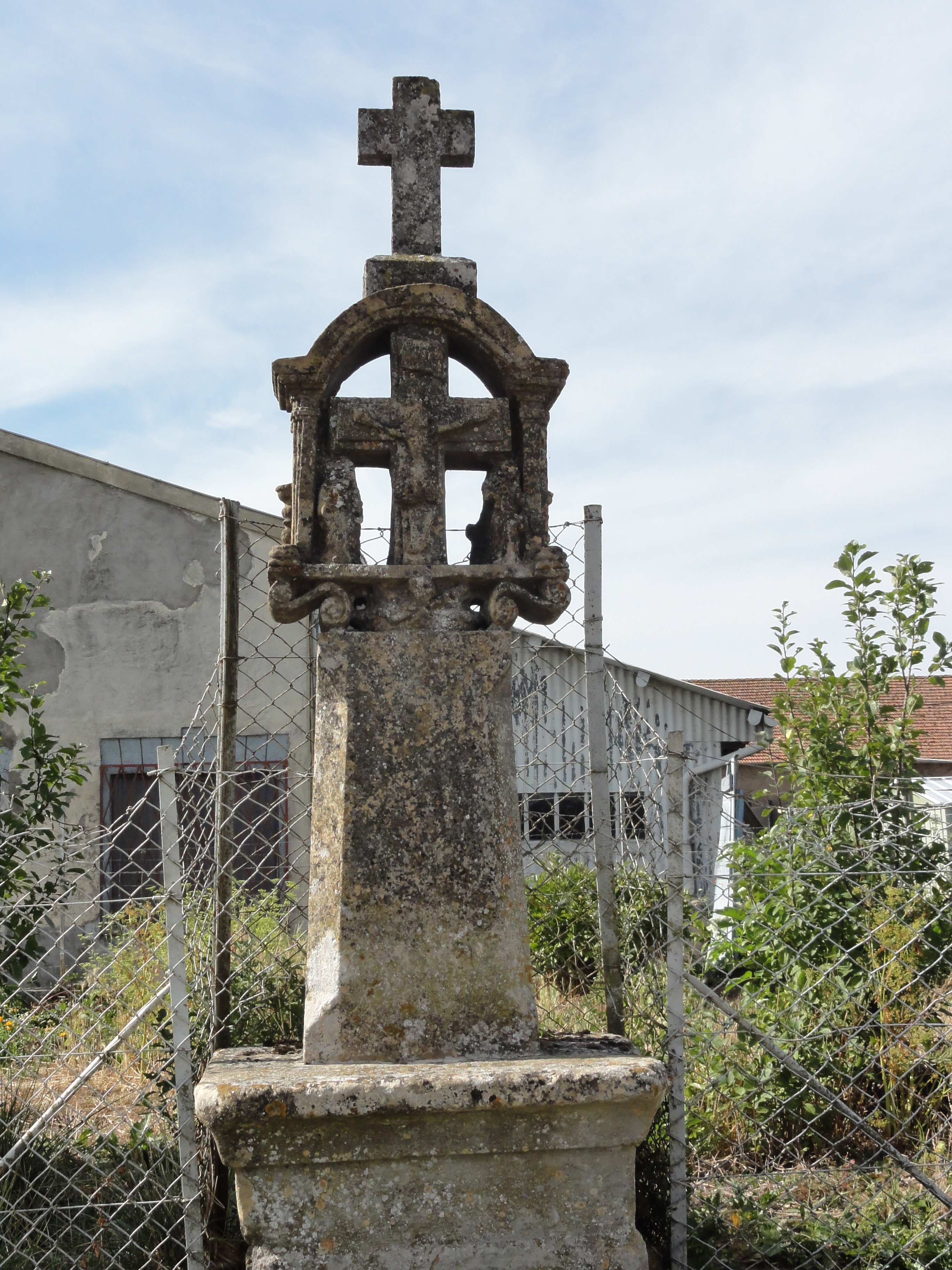
Wegkreuz

- Ehemalige deutsche Artilleriestellung aus dem Ersten Weltkrieg mit 350-mm-Kanonen, Monument historique[3]

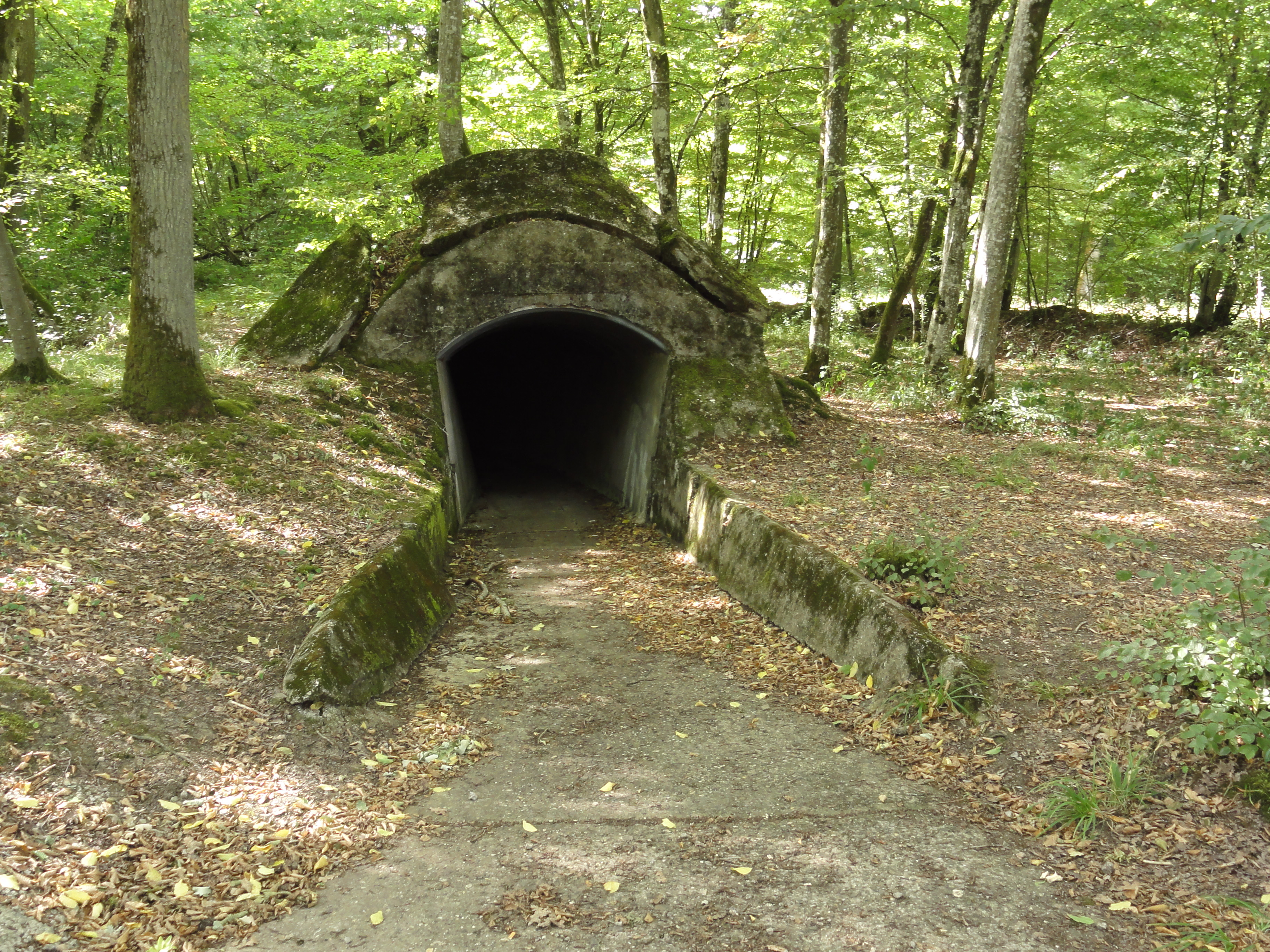
Eingang zum Geschützbunker
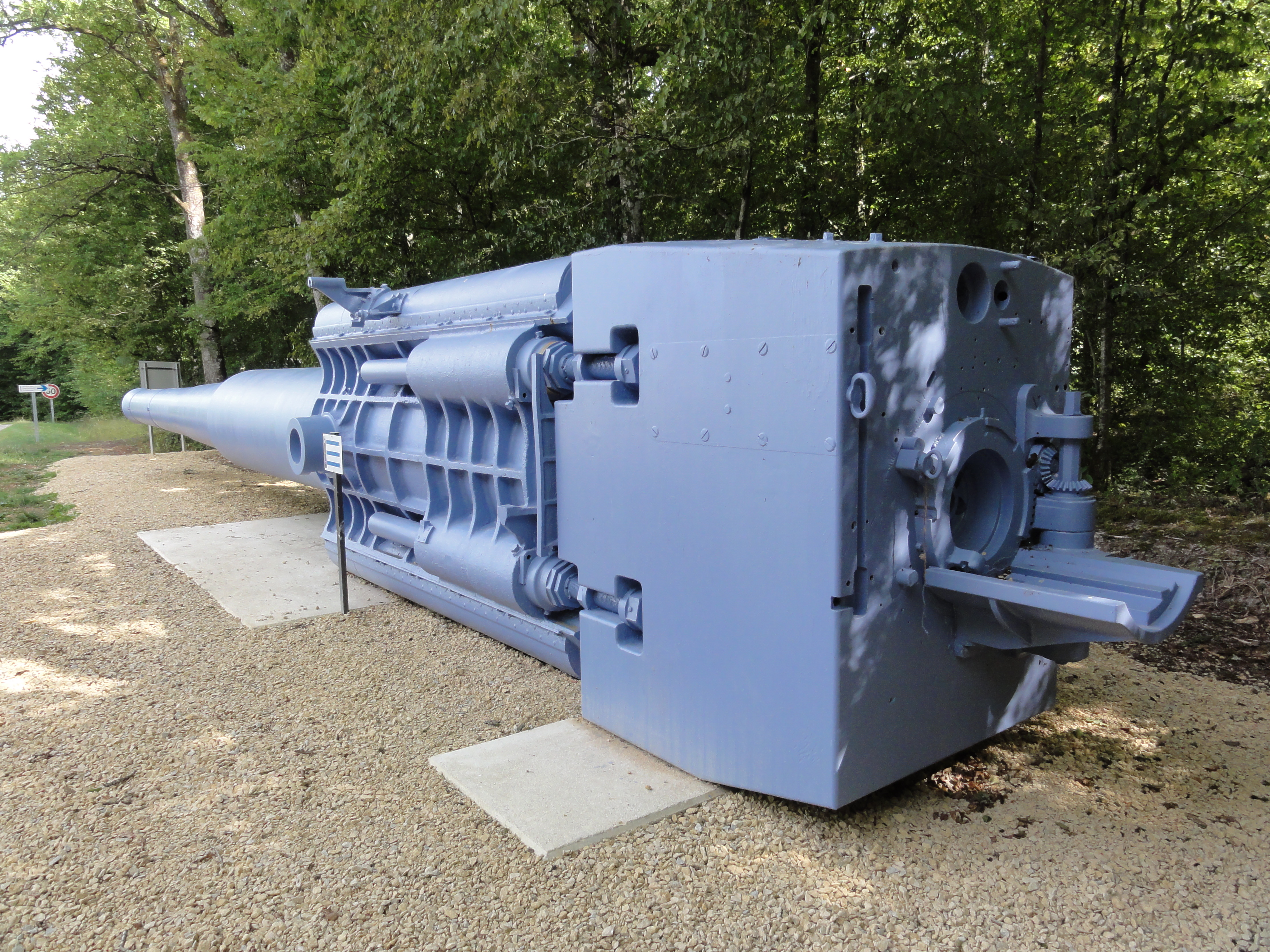
Geschütz
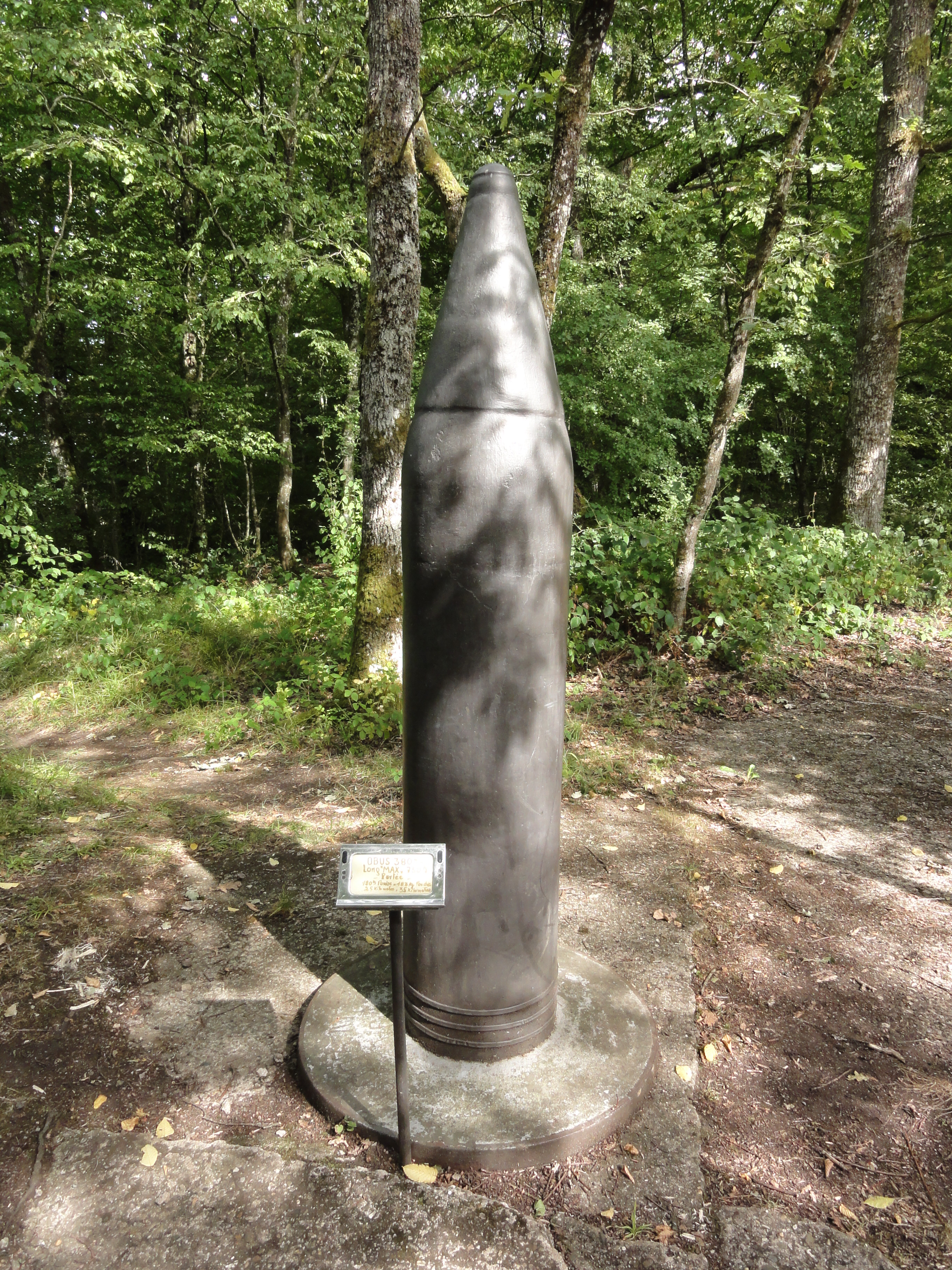
350-mm-Granate

## Wirtschaft und Infrastruktur
In der Gemeinde sind vier Landwirtschaftsbetriebe ansässig (Milchwirtschaft, Rinderzucht).
Durch das Gemeindegebiet von Ducey führt die Fernstraße D 618 von Longuyon nach Étain. Der Bahnhof der zehn Kilometer entfernten Stadt Longuyon liegt an der Bahnstrecke Mohon–Thionville.

## Belege
1. ↑  Duzey auf cassini.ehess
2. ↑  Duzey auf INSEE
3. ↑   Duzey auf codecom-spincourt.fr (Memento vom 6. Mai 2016 im Internet Archive) (französisch)
4. ↑  Landwirtschaftsbetriebe auf annuaire-mairie.fr (französisch)